# Scott LaFaro
Rocco Scott LaFaro (Newark (New Jersey), 3 april 1936 – Flint (New York), 6 juli 1961) was een invloedrijke en belangrijke jazzbassist uit de Verenigde Staten. LaFaro is met name bekend geworden door de opnames die hij met Bill Evans maakte (de "Village Vanguard"-serie). Hij kwam op 25-jarige leeftijd om het leven bij een auto-ongeluk.

## Biografie
LaFaro groeide op in een muzikale familie. Hij begon met pianospelen op de lagere school en schakelde later over naar basklarinet en tenorsaxofoon. Vlak voordat hij naar de universiteit ging begon hij met contrabas, omdat het in die tijd voor het muziekonderwijs aan de universiteit verplicht was een snaarinstrument te bespelen. Hij verliet de opleiding echter vroegtijdig om met de bigband van Buddy Morrow op te treden. Na een tournee door het land besloot hij de band weer te verlaten en hij concentreerde zich vervolgens op de muziekscene in Los Angeles. Daar kreeg hij veel optredens en werd al snel bekend als talentvolle jonge bassist. Hij speelde samen met onder andere Chet Baker, Percy Heath, Victor Feldman, Stan Kenton, Cal Tjader en Benny Goodman.
In 1959 sloot LaFaro zich aan bij Evans en drummer Paul Motian om het trio te beginnen waarmee zijn doorbraak bevestigd werd. Hier ontwikkelt hij zijn typische speelstijl met tegenmelodieën waardoor een contrapunt-achtig effect wordt bereikt.
In juli 1961 overleed LaFaro op 25-jarige leeftijd aan de gevolgen van een auto-ongeluk bij Flint in de staat New York. Dit gebeurde op de US Route 20 tussen de plaatsen Geneva en Canandaigua. Tien dagen, nadat hij twee live-albums had opgenomen met het Bill Evans Trio ("Sunday at the Village Vanguard" en "Waltz for Debby", twee jazz-albums vaak beschouwd als de beste die ooit zijn geproduceerd).
LaFaro's innovaties op de contrabas zijn van onschatbare waarde gebleken voor generaties contrabassisten na hem, ook al was hij uiteindelijk maar een korte periode actief.